# Ružín
Ružín ist der Name eines Stausees bzw. eines Wasserkraftwerksystems (Ružín I. und Ružín II.) im Osten der Slowakei, der am Fluss Hornád liegt. Es befindet sich südöstlich der Gemeinde Margecany im Gebirge Čierna hora, einem Teilgebirge des Slowakischen Erzgebirge und ist 11 Kilometer lang.
Der Stausee entstand 1963–1970 und dient hauptsächlich zur Wasserversorgung für die Stadt Košice und umliegende Industrie, aber auch für Stromerzeugung, Hochwasserschutz und Erholung. Der Stausee bekam seinen Namen von der überfluteten Gemeinde Ružín; des Weiteren wurden auch Gemeinden Rolova Huta und Košická Huta aufgegeben.